# Aljaksej Zjyhalkovitj
Aljaksej Zjyhalkovitj (belarusiska: Аляксей Аляксандравіч Жыгалковіч, Aljaksej Aljaksandravitj Zjyhalkovitj), född 18 april 1996 i Minsk, Belarus, är en belarusisk artist.
Zjyhalkovitj har vunnit internationella musiktävlingar i Belarus, Italien och Bulgarien. Han vann även Junior Eurovision Song Contest 2007 med låten С друзьями, som han själv skrivit. Segern skedde med en poängs marginal före gruppen Arevik från Armenien.